# Campionati mondiali di nuoto in vasca corta 2022 - 100 metri stile libero maschili
La gara dei 100 metri stile libero maschili dei campionati mondiali di nuoto in vasca corta 2022 si è svolta il 14 e 15 dicembre 2022. Al mattino del 14 dicembre si sono svolte le batterie e nella serata le semifinali, mentre la finale si è disputata nella serata del 15 dicembre.

## Podio
| Pos.    | Atleta             | Nazione   |
| ------- | ------------------ | --------- |
| Oro     | Kyle Chalmers      | Australia |
| Argento | Maxime Grousset    | Francia   |
| Bronzo  | Alessandro Miressi | Italia    |

## Record
Prima della manifestazione il record del mondo (RM) e il record dei campionati (RC) erano i seguenti.
|  | 44"84 | Kyle Chalmers    | 29 ottobre 2021 Kazan' |
|  | 45"51 | Vladimir Morozov | 3 dicembre 2014 Doha   |

Durante la competizione è stato migliorato il seguente record:
|  | 45"16 | Kyle Chalmers |

## Risultati

### Batterie
| Pos. | Batteria | Corsia | Atleta                  | Nazionalità                   | Tempo       | Note |
| ---- | -------- | ------ | ----------------------- | ----------------------------- | ----------- | ---- |
| 1    | 6        | 6      | Jordan Crooks           | Isole Cayman                  | 45"61       | Q    |
| 2    | 9        | 4      | Maxime Grousset         | Francia                       | 45"77       | Q    |
| 3    | 11       | 4      | Kyle Chalmers           | Australia                     | 45"84       | Q    |
| 4    | 9        | 6      | David Popovici          | Romania                       | 46"15       | Q    |
| 5    | 10       | 4      | Alessandro Miressi      | Italia                        | 46"22       | Q    |
| 6    | 9        | 5      | Hwang Sun-woo           | Corea del Sud                 | 46"36       | Q    |
| 7    | 11       | 5      | Thomas Ceccon           | Italia                        | 46"41       | Q    |
| 8    | 11       | 1      | Youssef Ramadan         | Egitto                        | 46"51       | Q    |
| 9    | 8        | 2      | Thomas Dean             | Gran Bretagna                 | 46"54       | Q    |
| 10   | 10       | 6      | Heiko Gigler            | Austria                       | 46"64       | Q    |
| 11   | 10       | 5      | Pan Zhanle              | Cina                          | 46"79       | Q    |
| 12   | 7        | 1      | Sergio de Celis         | Spagna                        | 46"80       | Q    |
| 13   | 8        | 6      | Lewis Burras            | Gran Bretagna                 | 46"92       | Q    |
| 14   | 11       | 6      | Pedro Spajari           | Brasile                       | 46"94       | Q    |
| 15   | 10       | 2      | Matthew Temple          | Australia                     | 46"98       | Q    |
| 16   | 10       | 1      | Mikel Schreuders        | Aruba                         | 47"03       | Q    |
| 17   | 9        | 2      | Drew Kibler             | Stati Uniti                   | 47"05       |      |
| 18   | 10       | 8      | Szebasztián Szabó       | Ungheria                      | 47"09       |      |
| 19   | 7        | 4      | Hunter Armstrong        | Stati Uniti                   | 47"11       |      |
| 19   | 9        | 7      | Karol Ostrowski         | Polonia                       | 47"11       |      |
| 19   | 10       | 7      | Josha Salchow           | Germania                      | 47"11       |      |
| 22   | 11       | 7      | Katsuhiro Matsumoto     | Giappone                      | 47"13       |      |
| 23   | 10       | 3      | Gabriel Santos          | Brasile                       | 47"14       |      |
| 24   | 11       | 2      | Wang Haoyu              | Cina                          | 47"17       |      |
| 25   | 6        | 7      | Deniel Nankov           | Bulgaria                      | 47"30       |      |
| 25   | 7        | 7      | Ruslan Gaziev           | Canada                        | 47"30       |      |
| 27   | 9        | 8      | Carter Swift            | Nuova Zelanda                 | 47"36       |      |
| 28   | 11       | 8      | Yuri Kisil              | Canada                        | 47"40       |      |
| 29   | 9        | 1      | Daniel Zaitsev          | Estonia                       | 47"46       |      |
| 30   | 8        | 5      | Nikola Miljenić         | Croazia                       | 47"51       |      |
| 31   | 8        | 7      | Nicholas Lia            | Norvegia                      | 47"55       |      |
| 32   | 11       | 3      | Stan Pijnenburg         | Paesi Bassi                   | 47"56       |      |
| 33   | 8        | 1      | Ian Ho                  | Hong Kong                     | 47"61       |      |
| 34   | 8        | 4      | Isak Eliasson           | Svezia                        | 47"73       |      |
| 35   | 6        | 3      | Matej Duša              | Slovacchia                    | 47"75       |      |
| 36   | 5        | 4      | Lamar Taylor            | Bahamas                       | 47"76       |      |
| 37   | 9        | 3      | Katsumi Nakamura        | Giappone                      | 47"79       |      |
| 38   | 7        | 8      | Aleksey Tarasenko       | Uzbekistan                    | 47"82       |      |
| 39   | 8        | 8      | Illia Linnyk            | Ucraina                       | 47"99       |      |
| 40   | 7        | 5      | Clayton Jimmie          | Sudafrica                     | 48"09       |      |
| 41   | 7        | 6      | Daniel Gracík           | Rep. Ceca                     | 48"14       |      |
| 42   | 6        | 4      | Meiron Cheruti          | Israele                       | 48"20       |      |
| 43   | 8        | 3      | Velimir Stjepanović     | Serbia                        | 48"42       |      |
| 44   | 7        | 2      | Xander Skinner          | Namibia                       | 48"45       |      |
| 45   | 7        | 3      | Ben Hockin              | Paraguay                      | 48"48       |      |
| 46   | 5        | 6      | Adi Mešetović           | Bosnia ed Erzegovina          | 48"97       |      |
| 47   | 5        | 5      | Wesley Roberts          | Isole Cook                    | 49"59       |      |
| 47   | 6        | 8      | Denzel González         | Rep. Dominicana               | 49"59       |      |
| 49   | 5        | 8      | Hansell McCaig          | Figi                          | 49"73       |      |
| 50   | 4        | 1      | MMiguel Vázquez         | Guatemala                     | 49"77       |      |
| 51   | 4        | 6      | Omar Abbass             | Siria                         | 50"01       |      |
| 52   | 6        | 2      | Pedro Chiancone         | Uruguay                       | 50"28       |      |
| 53   | 5        | 3      | Tomàs Lomero            | Andorra                       | 50"32       |      |
| 54   | 4        | 3      | Jeancarlo Calderon      | Panama                        | 50"54       |      |
| 55   | 4        | 8      | Salem Sabt              | Emirati Arabi Uniti           | 50"58       |      |
| 56   | 6        | 1      | Luka Kukhalashvili      | Georgia                       | 50"59       |      |
| 57   | 5        | 2      | Esteban Núñez           | Bolivia                       | 50"76       |      |
| 58   | 4        | 2      | Batbayaryn Enkhtamir    | Mongolia                      | 50"87       |      |
| 59   | 4        | 5      | Issa Al-Adawi           | Oman                          | 51"05       |      |
| 60   | 5        | 1      | James Freeman           | Botswana                      | 51"08       |      |
| 61   | 4        | 4      | Leon Seaton             | Guyana                        | 51"24       |      |
| 62   | 3        | 4      | Collins Saliboko        | Tanzania                      | 51"50       |      |
| 63   | 3        | 2      | Ahmed Al-Hasani         | Iraq                          | 51"96       |      |
| 64   | 4        | 7      | Paolo Priska            | Albania                       | 52"18       |      |
| 65   | 3        | 8      | Martin Muja             | Kosovo                        | 52"28       |      |
| 66   | 1        | 1      | Mahmoud Abu Gharbieh    | Palestina                     | 52"33       |      |
| 67   | 3        | 1      | Md Asif Reza            | Bangladesh                    | 52"91       |      |
| 67   | 3        | 5      | Finau Ohuafi            | Tonga                         | 52"91       |      |
| 69   | 2        | 5      | Matt Savitz             | Gibilterra                    | 53"37       |      |
| 70   | 3        | 3      | Marc Dansou             | Benin                         | 53"46       |      |
| 71   | 3        | 7      | Abdalla El-Ghamry       | Qatar                         | 53"57       |      |
| 72   | 2        | 4      | Jake Chee-A-Tow         | Barbados                      | 53"62       |      |
| 73   | 1        | 4      | Clinton Opute           | Nigeria                       | 53"66       |      |
| 74   | 2        | 6      | Josh Tarere             | Papua Nuova Guinea            | 54"13       |      |
| 75   | 3        | 6      | Jinnosuke Suzuki        | Isole Marianne Settentrionali | 54"48       |      |
| 76   | 2        | 7      | Mohamad Zubaid          | Kuwait                        | 54"95       |      |
| 77   | 1        | 8      | Sangay Tenzin           | Bhutan                        | 55"46       |      |
| 78   | 2        | 3      | Cedrick Niyibizi        | Ruanda                        | 55"87       |      |
| 79   | 1        | 2      | Ervin Shrestha          | Nepal                         | 56"87       |      |
| 80   | 2        | 2      | Edgar Iro               | Isole Salomone                | 58"43       |      |
| 81   | 2        | 1      | Shawn Dingilius-Wallace | Palau                         | 58"57       |      |
| 82   | 2        | 8      | Kyler Kihleng           | Micronesia                    | 58"58       |      |
| 83   | 1        | 5      | Phillip Kinono          | Isole Marshall                | 1'01"29     |      |
| 84   | 1        | 6      | Jolanio Guterres        | Timor Est                     | 1'10"23     |      |
| DNS  | 1        | 3      | Hugo Nguichie           | Camerun                       | Non partito |      |
| DNS  | 1        | 7      | Fodé Camara             | Guinea                        | Non partito |      |
| DNS  | 5        | 7      | Bradley Vincent         | Mauritius                     | Non partito |      |
| DNS  | 6        | 5      | Sina Gholampour         | Iran                          | Non partito |      |

### Semifinali
| Pos. | Batteria | Corsia | Atleta             | Nazionalità   | Tempo | Note |
| ---- | -------- | ------ | ------------------ | ------------- | ----- | ---- |
| 1    | 2        | 4      | Jordan Crooks      | Isole Cayman  | 45"55 | Q    |
| 2    | 1        | 4      | Maxime Grousset    | Francia       | 45"58 | Q    |
| 3    | 2        | 5      | Kyle Chalmers      | Australia     | 45"66 | Q    |
| 4    | 2        | 3      | Alessandro Miressi | Italia        | 45"74 | Q    |
| 5    | 1        | 5      | David Popovici     | Romania       | 45"91 | Q MJ |
| 6    | 2        | 6      | Thomas Ceccon      | Italia        | 46"13 | Q    |
| 7    | 2        | 7      | Pan Zhanle         | Cina          | 46"19 | Q    |
| 8    | 2        | 2      | Thomas Dean        | Gran Bretagna | 46"20 | Q    |
| 9    | 1        | 3      | Hwang Sun-woo      | Corea del Sud | 46"41 |      |
| 10   | 1        | 6      | Youssef Ramadan    | Egitto        | 46"57 |      |
| 11   | 1        | 7      | Sergio de Celis    | Spagna        | 46"60 |      |
| 12   | 2        | 1      | Lewis Burras       | Gran Bretagna | 46"61 |      |
| 13   | 2        | 8      | Matthew Temple     | Australia     | 46"63 |      |
| 14   | 1        | 2      | Heiko Gigler       | Austria       | 46"92 |      |
| 15   | 1        | 8      | Mikel Schreuders   | Aruba         | 47"12 |      |
| 16   | 1        | 1      | Pedro Spajari      | Brasile       | 47"32 |      |

### Finale
| Pos. | Corsia | Atleta             | Nazionalità   | Tempo | Note |
| ---- | ------ | ------------------ | ------------- | ----- | ---- |
|      | 3      | Kyle Chalmers      | Australia     | 45"16 |      |
|      | 5      | Maxime Grousset    | Francia       | 45"41 |      |
|      | 6      | Alessandro Miressi | Italia        | 45"57 | =    |
| 4    | 2      | David Popovici     | Romania       | 45"64 | MJ   |
| 5    | 7      | Thomas Ceccon      | Italia        | 45"72 |      |
| 6    | 1      | Pan Zhanle         | Cina          | 45"77 |      |
| 6    | 4      | Jordan Crooks      | Isole Cayman  | 45"77 |      |
| 8    | 8      | Thomas Dean        | Gran Bretagna | 46"11 |      |